# Esker

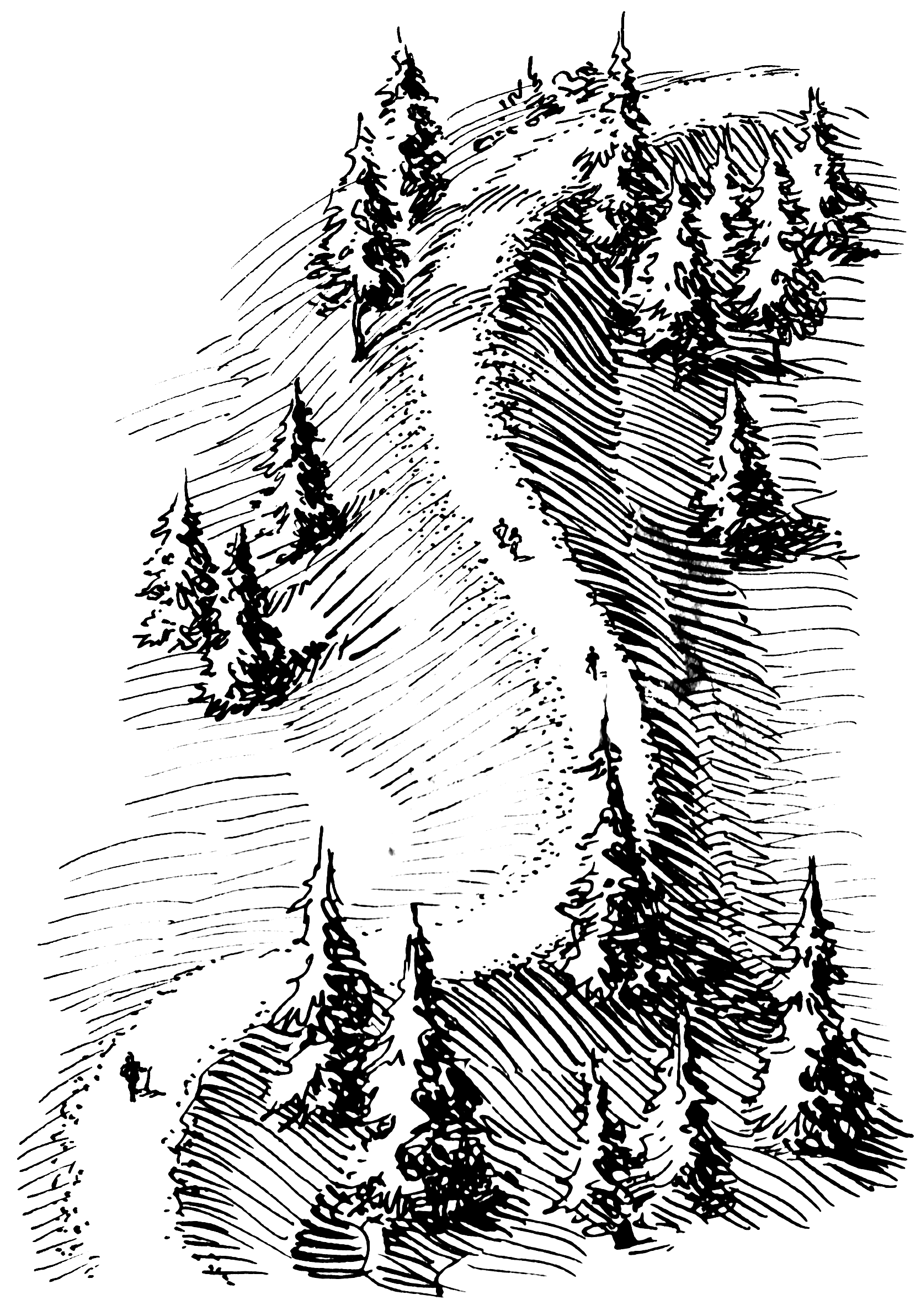
Rappresentazione di esker.

Un esker è un rilievo lungo e sinuoso, costituito di sabbia e ghiaia stratificate; sono strutture caratteristiche di aree glaciali o deglaciate e, ad esempio, si possono osservare in Europa e nel Nord America.
Spesso gli esker si sviluppano per chilometri e, a causa della loro peculiare espressione morfologica e regolarità, possono ricordare un rilevato stradale o ferroviario.

## Geologia
Si ritiene che la maggior parte degli esker sia il risultato del colmamento di canali percorsi dalle acque di scorrimento all'interno della massa glaciale o alla base di questa. Hanno la tendenza a formarsi nel periodo di massima espansione del ghiacciaio, quando i suoi movimenti sono di conseguenza molto lenti. In seguito alla fusione del ghiaccio, il deposito viene esumato e si manifesta come un dosso lungo e ondulato.
Gli esker possono anche formarsi per processi di sedimentazione all'interno di canali supra-glaciali, in crepacci, in incisioni comprese tra masse glaciali stagnanti o in strette depressioni ai margini del ghiacciaio. In ogni caso, essi sono caratteristici della zona glaciale frontale, in cui il ghiacciaio si muove con bassa velocità e il ghiaccio è relativamente sottile.

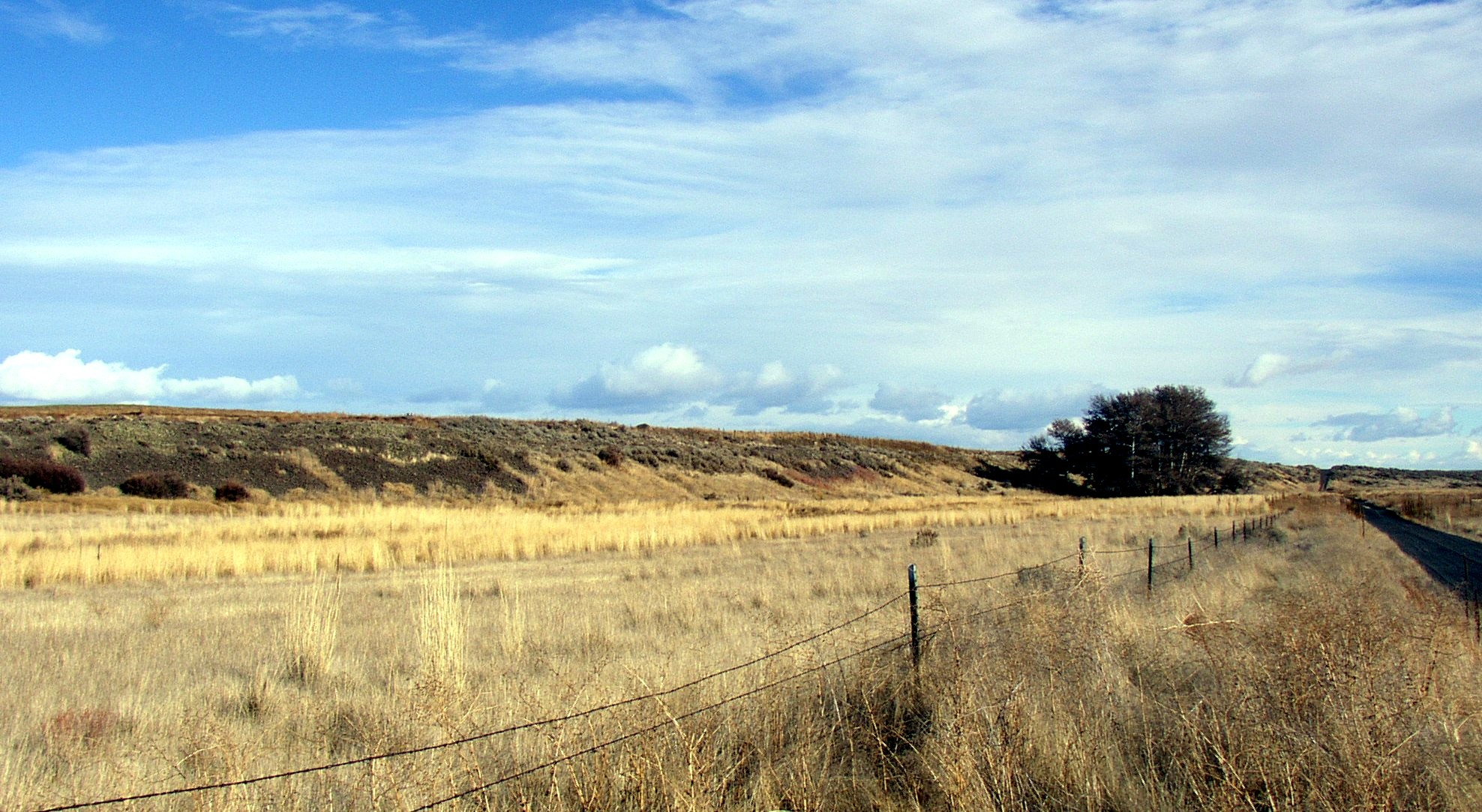
Esker nel National Natural Landmark, Washington, USA. Gli alberi e la strada ad una corsia che attraversa l'esker a destra della foto fanno da scala.

La forma del canale sub-glaciale è definita da processi di flusso plastico e di fusione della massa glaciale. A sua volta, ciò condiziona la forma, le dimensioni e la composizione dell'esker. Un esker può rappresentare un canale singolo o essere l'elemento di una struttura ramificata, costituita da più tributari. Spesso il rilievo non è continuo, ma mostra interruzioni che portano ad una successione di dossi ondulati.

## Etimologia
Il nome Esker deriva dalla parola irlandese eiscir (in irlandese antico: escir), che indica un rilievo o una elevazione di separazione tra due pianure o due depressioni. Il termine veniva usato in particolare per descrivere i lunghi e sinuosi crinali che oggi si sa essere costituiti da depositi di materiale fluvio-glaciale.
Il più noto di questi eiscir è l'Eiscir Riada che copre quasi l'intera distanza di 200 km tra Dublino e Galway ed è tuttora costeggiato dalla strada statale che collega le due città.

## Esempi di esker

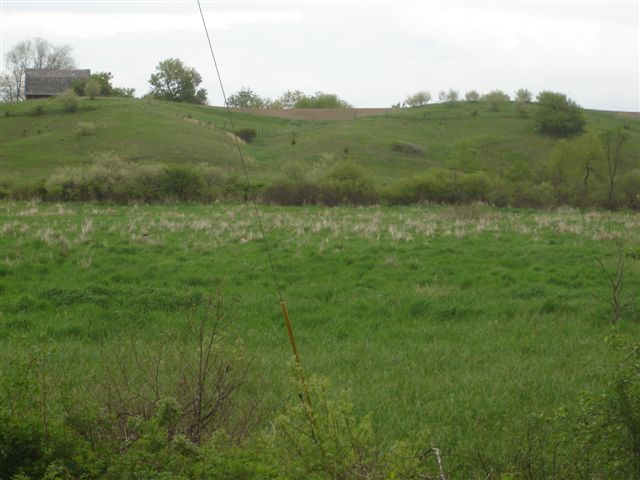
Un tratto del Mason Esker.

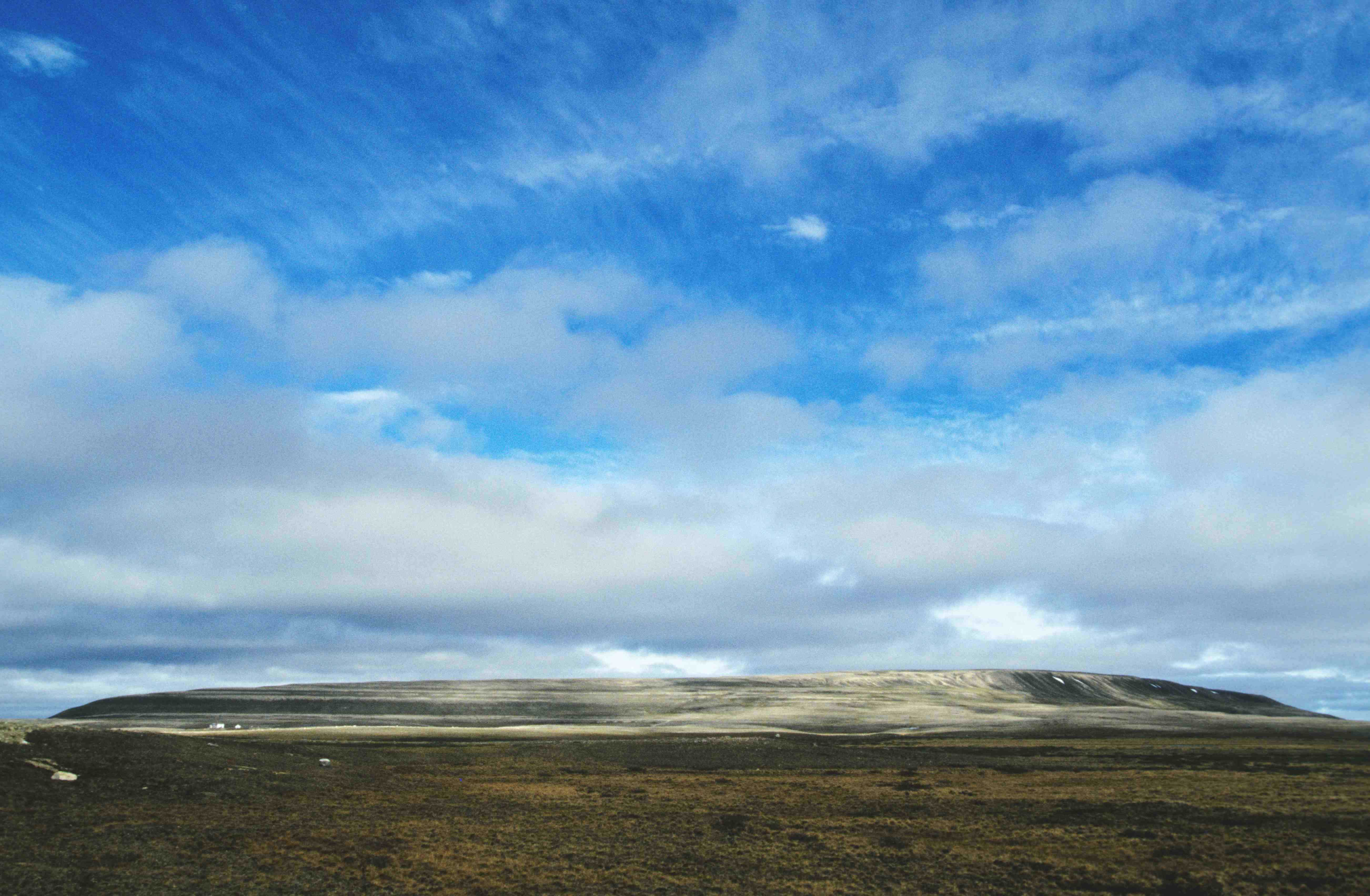
Il Mount Pelly o Ovayok.

In Svezia l'Uppsalaåsen si estende per 250 km e attraversa la città di Uppsala.
Il Great Esker Park corre lungo il fiume Back River a Weymouth nel Massachusetts e con i suoi circa 30 m è il più alto esker del Nord America.
Pispala, vicino a Tampere, in Finlandia si trova su un esker tra due laghetti di origine glaciale.
Il villaggio di Kemnay nell'Aberdeenshire, in Scozia, ha un esker lungo 5 km, noto localmente come Kemb Hills.
Nello stato del Michigan (USA) sono presenti oltre 1000 esker. Il Mason Esker, lungo circa 35 km, nei pressi di Mason, nel Michigan, è uno dei più lunghi esker degli Stati Uniti. Si estende da DeWitt attraverso Lansing e Holt per finire a Mason.
Nel Maine, lo sviluppo degli esker è di circa 160 km.
Nel Canada, il Thelon Esker si estende per 800 km e fa da confine tra i Territori del Nord Est e Nunavut.
L'Ovayok o Mount Pelly è un esker dell'Ovayok Territorial Park, a Kitikmeot, Nunavut in Canada.
Su alcuni esker vengono anche costruite strade per ridurre i costi. Tra gli esempi si possono citare la Denali Highway in Alaska, la Trans-Taiga Road nel Québec, e il segmento "Airline" della Maine State Route 9 tra Bangor e Calais, nel Maine.  Numerosi e lunghi esker si trovano anche nell'Adirondack State Park, nella parte alta dello stato di New York.